# Iwan Czertow
Iwan Aleksandrowicz Czertow (ros. Иван Александрович Чертов, ur. 18 sierpnia?/31 sierpnia 1905 w Nowoczerkasku, zm. 3 sierpnia 1951 w Moskwie) – pracownik kontrwywiadu i organów bezpieczeństwa ZSRR, generał major.

## Życiorys
Do 1919 skończył 4 klasy gimnazjum w Nowoczerkasku, od maja 1920 do lutego 1922 pełnomocnik okręgowej Czeki w Nowoczerkasku, potem nowoczerkaskiego okręgowego i dońskiego obwodowego oddziału GPU, od marca 1924 do sierpnia 1927 rejonowy pełnomocnik Adygejskiego Obwodu Autonomicznego, od sierpnia 1927 do września 1929 kursant Wyższej Szkoły Pogranicznej OGPU. Od września 1929 do 1 października 1930 pełnomocnik czarnomorskiego okręgowego oddziału GPU, od 1 października 1930 do lutego 1932 pełnomocnik i szef oddziału Czarnomorskiego Sektora Operacyjnego GPU, od lutego do 1 czerwca 1932 pełnomocnik Głównego Zarządu Ochrony Pogranicznej OGPU ZSRR, od 1 czerwca 1932 do 10 lipca 1934 pełnomocnik Oddziału 3 Wydziału Specjalnego OGPU ZSRR. Od 10 lipca 1934 do kwietnia 1937 pełnomocnik, pełnomocnik operacyjny i starszy pełnomocnik operacyjny Oddziału 1 Wydziału Specjalnego Głównego Zarządu Bezpieczeństwa Państwowego, od 5 grudnia 1935 starszy porucznik bezpieczeństwa państwowego, od maja 1937 do grudnia 1938 doradca przy MSW Drugiej Republiki Hiszpańskiej, od stycznia do października 1939 p.o. wicekonsula Pełnomocnego Przedstawicielstwa ZSRR we Francji (Paryż, Marsylia, Hawr), od listopada 1939 do kwietnia 1940 zastępca szefa oddziału Wydziału Operacyjno-Czekistowskiego Gułagu NKWD ZSRR. Od kwietnia 1940 do lutego 1941 zastępca szefa oddziału Wydziału 4 Głównego Zarządu Bezpieczeństwa Państwowego, od marca do lipca 1941 szef oddziału Wydziału 1 Zarządu 3 Ludowego Komisariatu Obrony ZSRR, w czerwcu 1941 mianowany starszym komisarzem batalionowym, od 22 sierpnia 1941 do 31 stycznia 1942 szef Oddziału 1 Wydziału 1 Zarządu Wydziałów Specjalnych NKWD ZSRR, 10 września 1941 awansowany na kapitana bezpieczeństwa państwowego, od 31 stycznia 1942 szef Wydziału 9 Zarządu Wydziałów Specjalnych NKWD ZSRR, 28 września 1942 awansowany na majora bezpieczeństwa państwowego. Od 1942 do 29 kwietnia 1943 zastępca szefa Wydziału 11 Zarządu Wydziałów Specjalnych NKWD ZSRR, 14 lutego 1943 awansowany na pułkownika bezpieczeństwa państwowego, od 29 kwietnia 1943 do 27 maja 1946 szef Wydziału 11 Głównego Zarządu Kontrwywiadu Smiersz, 23 lipca 1945 mianowany generałem majorem, od lipca 1946 do śmierci zastępca szefa Inspekcji przy Ministrze Bezpieczeństwa Państwowego ZSRR.

## Odznaczenia
- Order Lenina (6 listopada 1945)
- Order Czerwonego Sztandaru (czterokrotnie – 22 lutego 1943, 3 listopada 1944, 13 września 1945 i 24 listopada 1950)
- Order Wojny Ojczyźnianej I klasy (25 marca 1945)
- Order Wojny Ojczyźnianej II klasy (31 lipca 1944)
- Order Czerwonej Gwiazdy (13 listopada 1937)
- Odznaka „Zasłużony Funkcjonariusz NKWD” (2 lutego 1942)

I 5 medali.